# Алкым, Бахадыр
Улуг Бахадыр Алкым (28 февраля 1915 — 6 мая 1981) — турецкий археолог.

## Биография
Родился в Измире. В 1935 году поступил в Стамбульский университет, где изучал ассирологию, хеттологию, археологию и древнюю историю. После окончания института в 1939 году работал там же. В 1944 году получил степень доктора философии. С 1945 года преподавал там же. В 1962-75 годах преподавал в Роберт-колледже. Основал институт археометрии при Босфорском университете. Преподавал в ряде европейских университетов в качестве приглашённого профессора.
Принимал участие в археологических раскопках в Визе (1942), Аладжа-Хююк (1942) и Алалахе (1947). В 1947 году был избран членом турецкого исторического общества, которое стал спонсором всех его экспедиций.
Совместно с Хельмутом Боссертом и Халет Чамбел принимал участие в раскопках Каратепе.
В 1949 году проводил раскопки в Домузтепе. Экспедиции, которые проводил Алкым в 1947-57 годах, в горах Нур и Аладаглар привели его к открытию древней транспортной сети.
Раскопки, произведённые Алкымом в Тильмен Хююк между в 1965 и 1978 годами, открыли 4 поселения, существовавшие в разное время от позднего медного века до исламского периода, в том числе город XIX века до н. э. и дворец царства Ямхад. С 1964 года принимал участие в раскопках Гедикли Карахююк, которые продолжались до 1967 года. Там был обнаружен некрополь, обряды захоронения в котором были необычны для древней Малой Азии.
В результате исследований, проведённых Алкымом в черноморском регионе в 1971-73 годах, он установил нахождение более 50 поселений. Последние раскопки, в которых принимал участие Алкым, проводились в поселении Икизтепе, расположенном близ Бафры, он участвовал в них с 1974 года и вплоть до смерти. Там были найдены предметы, относящиеся к раннему бронзовому веку и раннему хеттскому периоду.
Умер 6 мая 1981 года в Стамбуле в возрасте 66 лет. Его жена Хандан помогала на нескольких раскопках.